# Bromelia superba
Espèce
Bromelia superba est une espèce de plantes à fleurs de la famille des Bromeliaceae. C'est une plante tropicale endémique de la Jamaïque.

## Distribution
L'espèce est endémique de la Jamaïque.

## Description
L'espèce est hémicryptophyte.